# Horeb

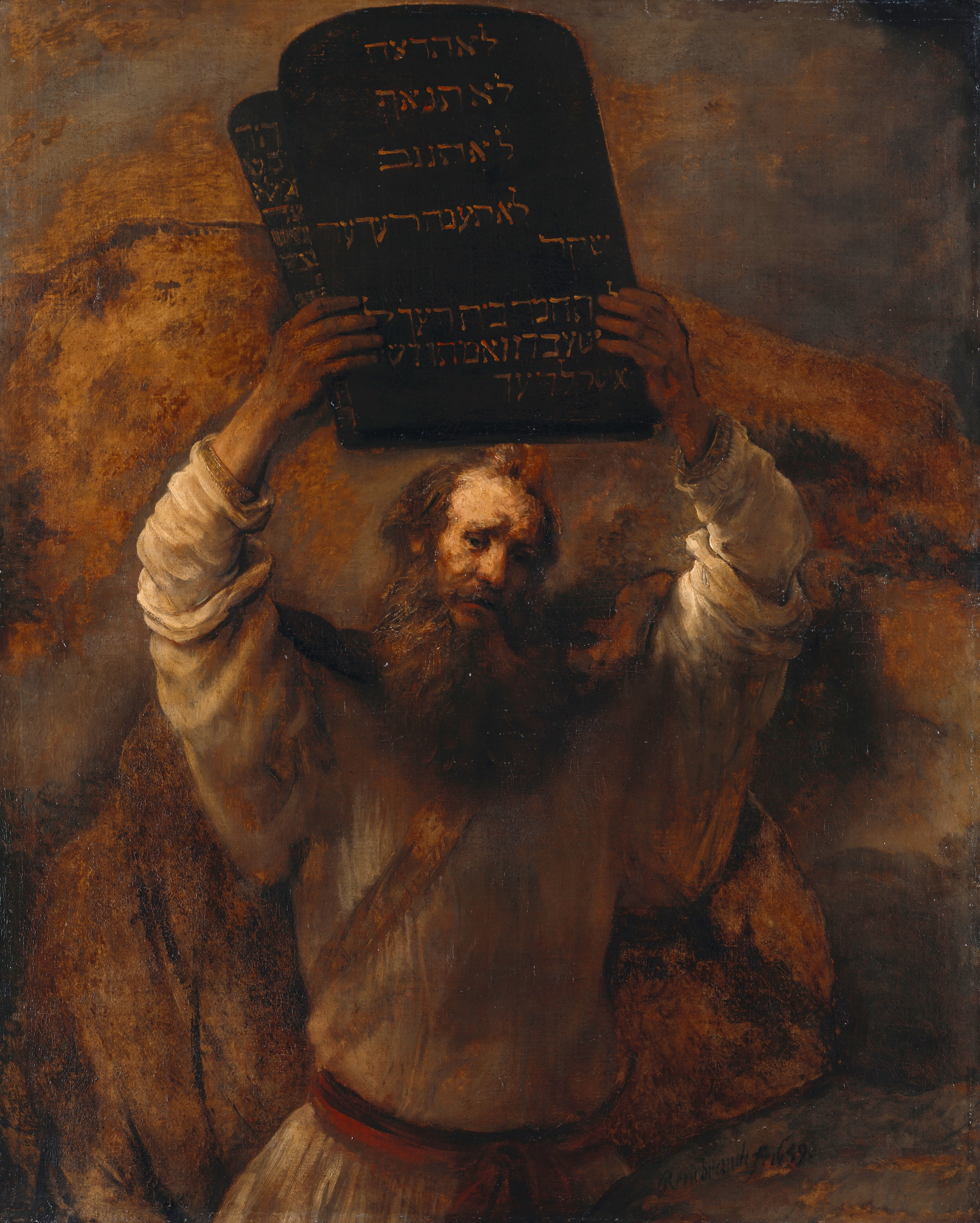
Der „gehörnte“ Moses mit den Gesetzestafeln von Rembrandt, 1659, nach christlicher Fehlübersetzung der hebräischen Bibel

Der Horeb (hebr. חורב „Ödland, Wüstengebiet“) ist in der Bibel der „Gottesberg“, an dem Mose dem Gott JHWH begegnet (Ex 3 ).

## Forschung
Ob der Berg Horeb mit dem biblischen Sinaiberg identisch war oder später mit ihm gleichgesetzt wurde, ist ungewiss.
Das Land Midian, in welchem sich nach Ex 3,1  der Berg Horeb befand, wird in der Bibel nur in ungefährer Richtung südöstlich von Kanaan in der gebirgigen Wüste lokalisiert. Die Forschung nimmt deshalb an, dass sich die Gegend im nordwestlichen Teil des heutigen Saudi-Arabiens östlich des Golfs von Akaba befand, wobei teilweise auch konkret der Dschabal al-Lauz oder der Hala l-Badr mit dem Horeb zu identifizieren versucht werden.
Eventuell trug der Gottesberg der Midianiter aber auch gar keinen bestimmten Namen, und der Horeb war einfach ein anderer Name für den Berg, an dem die Israeliten später die Gesetze empfingen.

## Hebräische Bibel
Gemäß hebräischer Bibel hat sich Gott dem Propheten Mose in einem brennenden Dornbusch auf einer Weide am Berg Horeb offenbart (Ex 3,1–4 ). Im Neuen Testament wird in der Nacherzählung dieser Begebenheit der Berg als Berg Sinai bezeichnet (Apg 7,30 ). Später habe Mose Wasser aus einem Felsen des Horeb geschlagen (Ex 17,5 f. ).
Der Prophet Elija sei – nach der Tötung von 450 Baalspriestern auf dem Karmel – auf den Horeb geflohen, um der Rache von Königin Isebel zu entgehen. Gott habe sich dort nicht etwa in den Naturgewalten Sturm, Erdbeben und Feuer offenbart, sondern in einem „sanften, leisen Säuseln“ (1 Kön 19,11 f. ). In diesem Detail unterscheidet sich die Begegnung Gottes mit Elija auf dem Horeb deutlich von der früheren Begegnung Gottes mit Mose auf dem Sinai, in deren Rahmen die Zehn Gebote eingesetzt wurden (Ex 19,18–20 ).

## Neues Testament
In typologischer Anknüpfung an die Prophetie wurden später im Neuen Testament auch die endzeitlichen Lehren Jesu als Verkündigung für ganz Israel auf einen unbekannten Berg in Galiläa situiert (Bergpredigt Mt 5–7 ).
Im Galaterbrief wird in Kapitel 4,21–31  eine allegorische Verbindung zwischen dem Berg Sinai und dem Berg Zion, also dem Tempelberg in Jerusalem, hergestellt, indem die Tora dem Volk Israel am Sinai gegeben wurde, aber die Befreiung von der knechtischen Bindung an die Tora mit dem Selbstopfer Jesu in Jerusalem, d. h. durch dessen Kreuzestod, erkauft wurde.